# 電波少年的懸賞生活
電波少年的懸賞生活（でんぱしょうねんてきけんしょうせいかつ）は日本の放送局、日本テレビのTV番組『進ぬ!電波少年』の中で1998年1月25日 - 1999年4月18日まで放送された長期企画。お笑い芸人なすびが「人は懸賞だけで生きていけるか?」をテーマに目標金額を目指し挑んだ。日本での目標額は100万円、韓国での目標額は日本までの航空チケット片道分。

## 概要

### 日本編
1998年1月に『進め!電波少年』が『進ぬ!電波少年』としてリニューアルした際の新企画の一つとしてもちあがった企画。『人は懸賞だけで生きていけるか?』が企画開始時のテーマとして定められた。
企画開始の際に土屋敏男プロデューサーが「今日ですべてが決まる　進め!電波少年　最終オーディション」と称して若手芸人を集めた。そして「今回のオーディションは運だけが必要な企画」と説明。抽選箱が運ばれ「「当たり」を引いた奴の勝ち!」全員にくじを引かせる。集まったよんとん、Rマニア（宿輪竜一、中島裕）、キング the 100トン（佐々木順吾、熊谷和博）、こうめちゃんす（梅沢基之）、竹内エイジ、号泣（赤岡典明、島田秀平）、ピーカーブー（浜田龍治、小林伸夫）、ゴキゲンシャム（石館光太郎、助川晃弘）、楽天ホウス（赤江謙一、梅沢佳一）、大隈いちろう、伊藤高史、南郷伯爵、まちゃまちゃ、ルース、河野順の中で1本しかない当たりくじを引いたのが当時無名で若手芸人のなすびであった。
なすびは当たりくじをひいたあとそのまま目的も知らされずアイマスク・ヘッドホンを着用させられ移動。ワンルームの部屋へ連れて行かれ、プロデューサーから脱いでと言われ衣服を脱ぐ。更に全部と言われパンツも脱ぎ素っ裸、そして脱いだ服及び下着、身につけていた腕時計は部屋にあった座布団を渡すと同時に全て没収されてしまう。まさに裸一貫の状態から総額100万円分当選するまで懸賞だけで生活する、という企画内容を知らされ愕然とするが、あまり深く考えず承諾し、懸賞生活が始まった。
食料系の当選がなかなか出ない・途中で最初の米が尽いてドライタイプのドッグフードを食べて凌ぐ・紙系の当選が相次いでしまうなど相当辛い時期もあった。

### 韓国編
それから約1年後、なすびは目標額の100万円を達成。挑戦中にゴールしたら何をしたいかという質問に「焼肉を食べたい」と発言していたことからご褒美として韓国に連れて行かれ、焼肉や遊園地を堪能した後、韓国のマンションの一室に連れていかれ、再度服を没収された上で『人は韓国の懸賞だけで生きていけるか?』というテーマの元、韓国での懸賞生活を提案されまた愕然としショックを受ける。
しかし、韓国での目標額は日本までの航空チケット片道分と聞き承諾、3ヶ月程度で達成し、無事ゴールした。
なお、韓国での企画開始当初は説明でエコノミークラス分がゴールと定められていたが、なすびには飛行機代としか告げていなかったことをいいことにビジネスクラス→ファーストクラスへと徐々にゴール金額が上昇していった。最終的には100万円近くするフランスのパリ経由にまでなったが、本人もうすうす気づいていたようでファーストクラス分達成後に連れ出され、日本に帰っていった。
このコーナーは同番組で人気となり、当時の高視聴率に貢献した。また、なすびの書いた「懸賞日記」はベストセラーとなり一躍ブームとなった。
なお土屋は韓国での懸賞生活をなすびに宣告した時に「韓国での懸賞が終わったら、他の国へ行かす事はしない」となすびに告げている。
2008年にgooが『“あの人は今…”で思い浮かぶ有名人ランキング』を行ったところ、2位になすびがランクインし、当時の影響の強さを物語っている。

### 電波少年的水戸黄門
1999年1月から3月のなすびゴール特番『電波少年はだか祭り』まで一時番組を降板していた松本明子は、降板中になすびの役に立とうと何度か韓国のなすびの部屋へ向かっていた。なお、1回目と2回目が失敗した後、テロップで「終了」と流れ、3回目で成功した時は「電波少年的水戸黄門 大成功!」と流れていた。
- 韓国でのなすびの部屋に突然訪問し、日本の部屋から広末涼子のカレンダーを持ってきた。しかし、広末のファンであるなすびは本当は日本の部屋にある食料系を欲しがっていた為、複雑な表情を浮かべる。その後、松本はハガキを書く作業を手伝うも結局なすびの足手まといでしかなく、さらにはキムチを横取りして食べようとするもなすびが阻止。そして、なすびから強制的に退場させられて失敗する。
- 宅配業者に扮して毛皮のパンツを届けるが、全裸生活に慣れてしまっていたなすびはすぐに脱いでしまい[注 5]、またしても失敗。
- 韓国での最初の当選品であるキムチ以来食料系が全く当たっていないなすびの為、松本は深夜にこっそりベランダに忍び込む。なすびが睡眠中の間、壺に保管していたキムチを補充。翌朝、なすびは突然壺にキムチが詰まっている事に驚いていたが、松本の仕業である事に気が付かなかった為、遂に大成功した。

## ルールなど
- 部屋には多数の懸賞雑誌、応募用はがき、ラジオ、固定電話が用意されており、雑誌やラジオのオープン懸賞[注 6]に応募して商品を当てるというもの。チラシや割引券等、金銭的価値の無いものは当選金額にはカウントされなかった。
- 後述のとおり、なすび本人にはテレビでは放映を行っていない旨を伝えていたため[注 7]、日本国内ではテレビの視聴は出来ず、テレビが当選しても部屋のアンテナ端子が使えずに日本国内のテレビ放送は視聴出来なかった。

## 10年ぶりの復活
2009年、ジョージアがスポンサーとなり、小島よしおが挑戦する「電波少年的懸賞生活2009」が、10月8日から10日まで、第2日本テレビでライブ配信された。

## エピソード
- この企画が生み出された背景には、『進め!〜』時代の末期にヒッチハイクなど旅系統の企画が相次ぎ、「電波少年」が旅番組になってしまっているという指摘が視聴者から来たことも影響した。そこでいわば「逆転の発想」として生み出されたのが「（旅行をしない）内なる旅」、「懸賞生活」だった。この旨は2003年3月8日に放送された『電波少年 恥ずかしながら帰って参りました…終ったから言ってまえ 涙の全ゴールシーン&裏話&秘話』にて触れられている。
- ナレーションは木村匡也、日記の朗読は大神いずみ（当時日本テレビアナウンサー）がそれぞれ担当していた。
- 挑戦者を決めるオーディションには、当時無名だったまちゃまちゃ・ウクレレえいじ・号泣などのほか、後に同番組の別企画に出演するRマニア[注 8]・伊藤高史[注 9]・世界のうめざわ[注 10]も参加していた[3]。
- カメラは部屋の中央に一台、台所に一台が置かれ、毎日24時間、全裸の状態が監視されていた。放送時に股間を隠す方法はぼかしやモザイクではなく、当初は黒い丸で処理していたが、後にナスの絵に代わった。
  - この企画でなすびは全裸での生活に慣れてしまい、懸賞で当てた衣類を着てもすぐ脱いでいる。企画終了までそのまま全裸で生活していた他、ゴール後にTプロデューサーから返して貰った私服を着ても「慣れないから」と言ってすぐ脱いでしまっている。
- この企画当時なすびは、はがきを1日平均で200枚前後書いていた[4]。
- 1998年12月に枕が当たるまで、座布団を枕代わりに寝ていた。なお、韓国編での枕の当選は最後までなかった[5]。
- 最初は「テレビで放送しない」、「どこかの研究所が研究している」などとなすび本人に話されていたが、いずれ放送していた事実を伝えなければいけなかったことから、どうすればいいか問題になっていたという。
- 1998年（平成10年）10月からはインターネットで24時間生中継され、アクセス数が当時最高を記録した。その時もスタッフが監視し、手動でナスのマークを動かしていた。有料サービスで行ったこの生中継で得た収益は70万円を超えており、罪悪感を抱いたスタッフはその収益金を愛の小鳩事業団（現：日本テレビ小鳩文化事業団）に全額寄付した。
- 日本では2度引越しをした[注 11]。そのうちのひとつは四ツ谷にあった。引越しの際、それまでに応募した懸賞で当選した際の確実な賞品の受け取りの為に、なすびが住んでいた部屋にはスタッフがしばらく滞在していたという。これは先述のマスコミが住所の情報を得た際、宅配便を装って部屋を訪ねた時に判明した。
- 伸びた髪が鬱陶しいことから秋頃に当選した裁縫セットの中にあったパンツのゴムで頭頂部を結い、ちょんまげスタイルにした。この時なすびはビデオカメラのレンズに映った自分の姿を見て「これじゃぁバカ殿だよな、アイーン。」と、「怒っちゃヤーヨ」のポーズを取ってつぶやいた。当時志村けんはポーズを取る際に声は出していなかったため、ポーズに「アイーン」という声をつけたのはこの時のなすびが最初である。なお、なすびは後に志村が出演している『志村けんのバカ殿様』の1999年秋のスペシャルで志村と共演を果たした。なすびは約200年前、志村演じるバカ殿様の城の地下奥深くで1999年秋までに暮らしていた原始人という設定で登場、髪と髭は処理していないままであった。
- 最初の懸賞商品が当たるまでは食料として乾パンが支給されていた[6]。
- 5月に2度目の米である新潟コシヒカリが当たるまでの約1ヶ月をドライタイプのドッグフードと水で食いつないだ。同月末に米が当たったが、7月に司会の松本明子が訪問した時に米（同時にドライタイプのドッグフードまでも）を横取りされて食べられてしまい、この影響で2度目の部屋での当選運が悪くなる原因となってしまった。後の韓国編においても、松本がキムチを横取りして食べようとしたが、なすびに止められた。
- 上記の食料不足問題からスタッフが栄養不足を心配して健康診断を受けさせたところ、特に問題がなかったとの事。ただ、企画に縛られた食料の入手難から用便（大の方）の回数が一般生活時よりも少なかったという。
- 当時、多くの雑誌に取り上げられ、ぴあの表紙も飾ったほか、BBCでも取り上げられ、国際配信された[5]。また、タイム (雑誌)でも「都会のロビンソン・クルーソー」として載りあげられた。しかし、「世界まる見え!テレビ特捜部」にて「懸賞生活」を外国人に視聴させる企画を行ったところ、人道的見地からその反応は概ね批判的だった。
- なすびは当時広末涼子のファンで、ポスター2枚とカレンダー1部を獲得したときは狂喜乱舞した。しかし、当てた物全てが紙系の非売品だったため、金額としては0円とされている。
- この企画が始まってから、「なすび」名義で懸賞葉書を送る者が現れるようになった。なお、松本はなすびは本名[注 12]で応募している旨を説明している。
- この企画を元にしたパソコン用懸賞ソフト「電波少年的懸賞生活ソフト〜なすびの部屋」がハドソンより発売された[7]。
- 「夏休み」として、番組で同時に行っていた企画「電波少年的無人島脱出」にてRマニアが脱出した無人島である由利島（なすび本人はこの島の事は初めて知った）に連れられた事があったが、なすびの部屋には誰もおらず、その間の当選品を受け取れないことを知ったなすびはスタッフの「いつまでもこの島にいてもいいよ」という発言にもかかわらず2日で部屋に帰宅した[注 13]。この時、島で生活できるようにと当選品の中から「温州みかん酒の空き缶」、「浄水器を通した水」、「スプーン・フォーク・ナイフのセット（それぞれ一本ずつ）」、「新潟コシヒカリ」、「バーベキューコンロセット」、「浮き輪」、「高級ライター」が持ち込まれていた。
- 韓国編では日本国内の企画と同様に、韓国の懸賞雑誌、ハガキ、ラジオの他に日韓・韓日辞書と当面の食料として土屋プロデューサーに買ってもらったキムチが用意されていた。なすびはラジオから流れる韓国語に最初は愕然としていたが、勉強した結果、徐々に習得していった。なお、韓国の番組は当初は言葉がよくわからない為に馴染みにくかったようであるが、テレビの当選後に視聴した韓国のテレビ局で日本のアニメが放送されていた際には、驚きとともに、知っている作品であったためか安心感を抱いたようである。また、主食のキムチが底を尽いた頃に松本が夜中にキムチを補充した出来事の際に、なすびは翌朝に昨日までは少なくなっていたキムチがぎっしり詰まっていた事に驚くも、それ以上は深くは考えなかった。
- 韓国での目標額達成時にはヘッドホン・アイマスクを着用されて帰国、スタジオ内に設けられた懸賞生活での部屋を模したボックスの中に入れられた後、周囲の壁が倒れ、観客全員の「なすび、ゴールおめでとう!」という歓声によりゴールを告げられた。企画が番組で放送されていた事は本人には知らされておらず、知らない間に有名人になっていた。なお、土屋敏男プロデューサーはこの瞬間を「電波少年史上最も印象的な場面」と後に語っている。この時もなすびはボックスの中で衣服を全て脱いでしまい、ボックスが崩れた時は全裸の状態であった。
- 韓国から日本のゴール会場へ向かう際、飛行機ではなく釜山から下関までフェリーで移動した。空港を利用すると入国審査の際にアイマスクを外す必要があり、また目立ってしまい第3者に気付かれてしまうとの懸念から、スタッフが熟慮の末講じた措置である。
- 企画終了後に行われた記者会見で、｢また同じような企画があったらやってみたいですか?｣の質問には、｢懸賞生活につきましては、もう金輪際二度とやりたくありません!｣とはっきりと答えている。2008年頃にすびは懸賞生活の復活オファーがあっや際にも「土屋さんにあの時のつらかった思いを理解してもらうのは無理なんだな」「ニ度とやりません。1億円積まれても、10億円積まれてもやりません」と断ったという[8]。
- 企画終了後に本人が明かしたところによれば、この企画が本当に辛くなって全裸である事を覚悟の上でアパートから最寄りの交番に逃げる事も考えていた時期があったとのこと。しかし、全裸であることから警察官であった父に迷惑をかけるわけにはいかない（家族が路頭に迷う）という理由で断念したという。
- 企画を行っていた当時、なすびは自殺を考えるほど精神的に追い込まれていたたことを明かした他、企画終了後も対人恐怖症になったり、精神的なストレスを抱えていたりした時期もあったという[8]。
- 土屋敏男プロデューサーは、なすびが書いた葉書や録画したカメラのテープを回収する番組スタッフに対して、「アイツ（なすび）を孤独にしておいたほうが面白いから」という理由で、なすびに対して冷たく接するように指示を徹底していた（後年なすびがテレビ番組で明かした）[9]。
- 企画最後のテロップは「なすび、おしまい!」だった。ただし、その後一度だけなすびが番組に登場している。とはいえ次企画であった「電波少年的超能力生活」の候補生として韓国で行われた超能力テストの模様が公開されただけである。結果は不合格であった。
- 一か月あたり約6,000通（一日あたり約200通）もの葉書を書いており、これだけで月30万円[注 14]、むろん他にも懸賞雑誌の購入費やアパートの賃貸料、光熱費等もかかっているが、これらの費用は番組側で全額負担している。
- 前記の土屋は「何が適正かわからなかった」、「一日あたり葉書を50枚程度書いてあとは雑誌やテレビを見てゴロゴロしているだけだと思っていたらとんでもなかった」と話している。
- 当初は懸賞生活を書籍化する予定はなかったようだが、あまりの大人気に急遽書籍化することとなり、それがかなりの売れ行きを示した。印税は終了後にすべてなすび本人に支払われた。『はなまるマーケット』の「はなまるカフェ」出演時の話によれば、懸賞生活をしていた頃、姉が地元の書店で仕事をしていて、弟の姿が出ている本を売ることとなるとちょっと恥ずかしかったらしい。
- 韓国編での部屋は後に「電波少年的韓国人を笑わしに行こう」で矢部太郎（カラテカ）の韓国人編での部屋として使用された（アフリカ人編とモンゴル人編では「電波少年的東大一直線」とその続編である「電波少年的どこでもいいから一直線」で坂本ちゃん（アルカリ三世〈当時〉）が使用していた部屋を使用していた）。なお、矢部はこの部屋に連れてこられた際、なすびと対面している。
- 土屋は懸賞生活終了後なすびに「会いたい」と何度もオファーを出しており、この時も電話出演などを要請していたがなすびに全て断られていた。土屋は企画終了から14年後である2013年になすびと面会した際、「あの懸賞生活をやっていた時は他の企画に出演していた若手芸人にむちゃなことをさせていた。本当に申し訳ない。迷惑を掛けた当時の芸人たちに贖罪の意識を持って対応しないといけないと思っている」となすびに対して謝罪したという[8]。
- 2020年（令和2年）から流行した新型コロナウイルスによる感染症の拡大に伴い「不要不急の外出自粛」が求められた中、なすびはこの企画での経験を基にTwitterで外出自粛を呼びかけるツイートを行い[10]、反響を呼んだ[11]。
- 2023年には、当時の映像や、なすびとその家族、土屋、日本国外のメディアへのインタビューで構成されたドキュメンタリー映画『ザ・コンテスタント（英語版）』（監督：クレア・ティトリー、ナレーター：フレッド・アーミセン）が製作された。15ヶ月にわたり「監禁」されて知らぬ間に全裸での生活をテレビ放送されていたなすびや、関連人物の内面を追った内容で[12]、トロント国際映画祭でのワールドプレミア上映は2回とも売り切れで、報道機関向けの2回の上映もほぼ満席と注目された[13]。

## 主な経過、当選

### 1998年
- 1月
  - オーディションに合格。アパートに連れて行かれ、到着後に私服は預けられ、素っ裸にされる。
  - 懸賞生活（日本編）スタート。
- 2月
  - 当選第1号は紀文フードケミファ（現：キッコーマンソイフーズ）のファイバーゼリー。
  - スタートから3週間、髪・髭・爪が伸び始める。
  - 第2号は栃木コシヒカリ5kg。米系最初の当選。しかし、この時点では鍋や炊飯器がなかったため、どう調理しようか悩む。最終的に最初に当てたファイバーゼリーの容器でご飯を炊いた。
  - ボディソープセットが手に入り、体を洗えるようになる。
- 3月
  - 懸賞生活35日目。この日から5日間、当選が全くなかったまま40日目を迎える。
  - 温州みかん酒6本。一日2本飲むが、すぐ酔ってしまい（なすび本人は下戸）、翌日に二日酔いをする。
  - 初の大物系である折りたたみ自転車（4万1800円）の当選。
  - 温州みかん酒の空き缶を使用して、ご飯を炊いて食べる。この時点では箸やスプーンがなかった為、ボールペンを箸代わりに使用した。
  - 納豆・漬物スナック・鮭の中骨スナックといった念願のおかずが充実する。なお、なすびは納豆の旨さで「失禁しちゃいそう」「もう死んでも構わない」と日記にコメントした。
  - アシカのぬいぐるみが当たり、「びーなす」[注 15]と名付け相棒ができる。付属にタオルがついており、重宝する。
  - ヨード卵の卵酒（酒系2度目の当選）。
  - 大麦牛ステーキ1kg。この時点では焼くのに使える物がなかった為、ボールペンに肉を刺し炙るという手段がとられた。その後、5月に当たったバーベキューコンロセットの焼き網を使うことでこの点は改善されている。なお、なすびは日記で「本当に死んでもいい」とコメントし、あまりの旨さで放心状態となる。
  - 『電車でGO!』のゲームソフトと専用コントローラーのセット。当選した後に電車ごっこをして遊んでいたが、この時点ではテレビとプレイステーションが無かった為、日記で「PS本体もなけりゃTVもない」とコメントする。なお、他のゲームソフトの応募もしていたが、最後まで当たらなかった。
- 4月　
  - 伊勢海老。人生初の伊勢海老をコンロで炙って食す。
  - 掃除機。3ヶ月ぶりに掃除が出来るようになる。
  - 懸賞生活86日目。この日に何かが当たったが、なすびはシャワー中の為に逃してしまい、次の日から一週間当選無し。　
  - トマト。初の野菜系の当選。
  - テレビ。しかし、アンテナおよびケーブルがない為、映らなかった。
  - 歯磨きセット。3ヶ月ぶりの歯磨きができるようになったが、歯を磨きすぎて出血する。
- 5月
  - バーベキューコンロセットが当選し、その翌日の当選は全く無し。
  - 2月に当たった米である栃木コシヒカリ5kgが尽きる。
  - 1万円相当の無料英会話チケット。いつも通りに当選の舞をするが、なすび本人は「チケットよりも食べ物が欲しい」と言って、先月のトマト以来当選が無い食べ物が欲しくなる。
  - ドッグフードが生タイプとドライタイプの2種類が当選し[注 16]、ドライタイプは新潟コシヒカリが当たるまでそれでしのぐ。なお、キャットフードの応募もしていたが、最後まで当たる事はなかった。
  - ダイエット健康茶。後に空き缶はバーベキューコンロセットの網の下に使用された。
  - 納豆2度目。この時点では米がなかった為、一日で完食[注 17]。
  - ゼリーフルーツ味[注 17]。完食した後、途中で尽きた米が欲しくなる。
  - 浄水器。それ以降その水を飲んだり、米を炊く時に使う事になる。なお、温州みかん酒の空き缶と翌日に当選したマグカップで浄水器で通した水を飲んだ後、ここでも米が欲しくなる。
  - スプーン・フォーク・ナイフのセット。以降はボールペンを箸代わりにせず、これを使い食べ物を食べるようになる。ここでも米が欲しくなり、翌日で久々に米が当たるきっかけとなる。
  - 新潟コシヒカリ10kg（米系2度目の当選）。久々に米が当たったなすびは感動泣きし、再び米生活に戻れるようになる。
- 6月
  - 合鴨肉（750g）（肉系2度目の当選）。バーベキューコンロセットの網を使い、丸ごと焼いて食べる。11月のサーロインステーキが当たるまで、肉系の当選はしばらく無し（放送では米の直後に当たったようになっているが、懸賞日記によると実際は新潟コシヒカリより先に当たっている。放送でも米を炊くときにすでに焼き網が使ってあることが確認できる）。
  - カップのアイスクリーム24個。冷蔵庫がなく[注 18]、このままだと溶けてしまう為、一日で完食する。
  - 高級海苔。最初はそのまま食べ、後におにぎりにして食べる。8月の水茄子漬けが当たるまで、おかず系の当選はしばらく無し[注 19]。なお、おにぎりを作っている途中に海苔を炙りすぎて破れてしまい、さらに5ヶ月間切っていない爪が伸びていた。
  - ポット。
  - 広末涼子の最初のグッズ系のポスター。広末のファンであるなすびは感激する。
  - 栄養ドリンク「グロンサン・プラス」10本。一日2本飲み、広末のポスターを見て興奮する。
  - 一部マスコミに住所がばれたため、Tプロデューサーとスタッフに引越しをさせられる。
  - コクヨの机と椅子[注 20]。2度目の部屋当選第一号。
  - 自動翻訳機。操作している途中に5ヶ月半間伸ばしぱっなしの爪が邪魔になり、爪が切りたくなる。
  - マニキュア。

ここまでの合計は約45万円。なお、自動翻訳機とマニキュアの当選の舞は机と椅子が邪魔で舞う事は出来ず、朝起きた時のギャグは80日目から112日目までやる事はなかった。ここからはビデオ完結編。
- 7月
  - 食料系の当選全く無し。食べ物が全く当たらなかったなすびは食べられない当選品を「食えない奴」と称し、「お腹いっぱいにならない（お腹は膨れない）」「食いもん当たってくれよ」と苦戦する[注 21]。さらにはドライヤーと2度目の掃除機を食べ物に扮して食べようとしていた。
  - 裁縫セット。中に入っていたハサミで6ヶ月間伸ばしぱっなしの爪を切る。なお、当選後の当選の舞が先月のコクヨの机と椅子が邪魔で出来ない事が分かり、机と椅子を撤去する。
  - 松本が訪問。松本に米とドライタイプのドッグフードを横取りとして食べまくられ、この影響で当選運が悪くなってしまう。
  - なすびの部屋インターネット放送され1600万人がアクセスしインターネット記録を更新する。
- 8月
  - 歯磨きセット2度目の当選。6月以来全く無い食料系がなかなか当たらずに苦戦し、やけくそで歯を磨くもまた磨きすぎてしまい、またもや出血する。
  - たくわえくん2kg（米系3度目・6月の海苔以来の食料系・2度目の部屋初の食料系）。米の量が増えたが、6月以来全く無いおかず系が欲しくなる。
  - クーラーが3日間故障する[注 22]。
  - 西瓜。当選したタオルと掃除機を使って西瓜割りをしたが、誤って葉書の山にぶつけたために中止し、後に1日で完食。しかし、日記で「オカズが欲しい」とコメントし、ここでもおかず系が欲しくなる。
  - 高級ライター。なすびはライターが入った箱を食べ物と思われるも外れで、「ライターじゃお腹いっぱいにならねんだよ」とやけになる。しかし、ライターの火を付けて「オカズが当たりますように」と願う。
  - 水茄子漬け（8袋入り）。昨日当たったライターの火の願いのおかげで、6月の海苔以来おかず系の当選となった。
  - 懸賞生活211日目。この日にウイダーinゼリー3袋が当選されるが、当選の舞を忘れてしまい[注 23]、翌日から2週間当選無し[注 24][注 25]。
  - 当選無しから2週間後、紙系の当選が相次ぎ[注 26]、翌月から紙系が相次いでしまう。なお、2度目の1万円相当の無料英会話チケットが当選している。
- 9月
  - 2度目の食料系の当選全く無し[注 27]。
  - 8月末に引き続き、紙系の当選が相次ぐ。
  - 2度目の広末のポスターの当選。その際、8月の水茄子漬け以来の当選の舞を披露する。
  - 夏休み。スタッフから無人島に連れて行かれるが、部屋には誰もいなかった為、わずか1泊2日で帰宅。その際、なすびは日焼けをする。
  - 百科事典CD-ROM。8月のカーナビパンフレット（ダイレクトメール）に引き続き、またしてもなすびは泣き出す。なお、先月の2度目の無料英会話チケットに引き続き、金額は1万円。
  - 懸賞生活237日目。食料系の当選が全く出ず、紙系を含んだ食べられない物ばかりの当選に苦戦するなすびは「いい一日にしてください」とコメントする。その後、ナレーターが「今日こそいい一日になるのか?」と言うが、この日から3日間の当選は紙系のダイレクトメールばかりだった[注 28]。
- 10月
  - 8月末から9月までの紙系が相次いだ以降、当選は全く無し。
  - 深夜にプロデューサーとスタッフが現れ、2度目の引越しをさせられる。
  - カルビーのポテトチップス（うすしお味）の大入り12袋。8月の水茄子漬け（放送ではウイダーinゼリー）以来かつ3度目の部屋初の食料系で、3度目の部屋当選第一号。なすびはこれを当選する以前に日記で「油ぎっているものを食いてぇ」と言っていた為（本来なら6月の以来当選が無い肉系が希望であったが、外れ）、口を大きく開けてものすごく味わいながら、ポテチを食べるシーンが流れる（食べる途中、8月の水茄子漬け以来の食べ物の嬉しさに涙する）。
  - あんみつセット6個、毛ガニ2匹（4月の伊勢海老以来、2度目の海の幸系。解凍した後、一日で完食）、野菜ジュース30缶といった食料系が次々に当選。なお、野菜ジュースを飲むシーンが海外メディアで放送された。
  - ビデオデッキ。デッキ当選以前に、腋臭（わきが）のビデオと競輪のビデオが当選していたので、それを視聴する事になる[注 29]。この際、懸賞生活を始めてからずっと動く女性を見ていなかったためか、腋臭のビデオに映っている女性を見て大興奮する。
- 11月
  - 7月の裁縫セットに入っていたゴムひもを使用し、ちょんまげスタイルをはじめる。
  - 牛皮のベルト。日記でなすびが「牛です」とコメントした直後にナレーターは「牛肉か!?」と言って食べられる肉と思われたが、外れだった為、なすびは「牛は牛でも牛の皮…」とコメントした。
  - 松茸3本。人生初の松茸を食す。最初は焼き松茸にして食べ、後に松茸ごはんにして食べる。
  - 座頭市のテレホンカード3枚。3度目の部屋初の郵便物で、当初なすびはまた紙系の当選と思われていた。
  - 車のプラモデル。本物の車で一気にゴールと思いきや、外れだった為、ナレーターは「なすびのゴールはまだ遠い」とコメントする。
  - 300日目を迎える。
  - プレイステーション。3月に当選した『電車でGO!』を3日間やり続け、結果的に「禁プレステ」宣言をする。なお、他のゲーム機（スーパーファミコン・NINTENDO 64・セガサターンなど）も応募していたが、最後まで当たらなかった。
  - マヨネーズ3本。その場で一本飲みする。
  - 米系4度目の当選（5月以来2度目の10kg）。日記では「最愛のパートナー」とコメントし、米の量がまた増えて大喜びした。昨日当たったマヨネーズをかけて食べる。
  - 神戸牛サーロインステーキ1kg（3度目の肉系の当選〈牛肉としては大麦牛ステーキ以来2度目〉）。先月のポテトチップスの袋を皿代わりに使用し、3月の付録のタオルをナプキン代わりに使用。食べる途中、6月の合鴨肉以来の肉の味の嬉しさにまたしても涙する。
  - テント（7万8000円）。サーロインステーキに引き続き、また食べ物と期待していたなすびだったが、外れであった。
- 12月
  - 広末のカレンダー。広末のグッズ3度目の当選で、9月以来の紙系。この時、先月末に当たったテントで生活を試みたなすびだったが、またしても当選の舞が出来ないと分かり、テントを撤去する。
  - 枕。これまで座布団を枕代わりにしていた事にやっと枕で寝られるようになる。
  - タイヤ4本。日記で「ダイヤだったらとっくにゴールだったのに」とコメントしたので、調べてみるともう少しでゴールだった事が判明[注 30]。ここからカウントダウン開始。
  - ゴルフボール6個。当初なすびは「食べ物でも当たってくれたら言う事ないんだけど」と食べ物を欲しがっていたが、外れ。その後、ゴルフボールで食べ物に扮して食べようとしたり、掃除機をゴルフクラブの代わりに遊んだりしていた。
  - 片手鍋。これまでファイバーゼリーの容器→温州みかん酒の空き缶でご飯を炊いたが、以降は使用せずに大盛りのご飯が食べられるようになる。
  - たくわえくん2kg（2度目並びに米系5度目の当選）。
  - 懸賞生活（日本編）ゴール（合計は100万164円）。なお、なすびはゴールに気付いておらず、その深夜にプロデューサーとスタッフが現れてゴールのお祝いをする。
  - プロデューサーに預けられた私服が返却されるが、なすびは全裸生活に慣れてしまい、すぐ服を脱いでしまう。
  - ゴールお祝い第1弾として、本人たっての希望の豚骨ラーメン（インスタントのうまかっちゃん）を食べる（同時に箸で食べるのは11ヶ月ぶり）。
  - ゴールお祝い第2弾では韓国に連れて行かれ、焼肉店で人生初めて骨付きカルビによる焼き肉とプルコギを食べる。
  - ゴールお祝い第3弾では遊園地で遊び、6月に当たったカップのアイスクリーム以来のアイスを食べる。
  - ゴールお祝いのおまけでは商店街でキムチを購入。そのまま懸賞生活 in Koreaへ。

### 1999年
- 1月
  - 懸賞生活 in Koreaスタート。
  - korea編で最初に届いたのは紙物系であるカタログ（非売品）だったが、ちゃんと届いていることがわかった為、いつものように舞を披露した。その後、なすびはこのカタログで「ハガキを書きまくるっきゃないでしょう!」と喜んでいた。
  - korea編念願の当選品第一号が到着。箱を開ける前から喜んでいたが、中身が当面の食料であったキムチであったため一気にへこんでしまう。翌月の黍が当たるまで食料系の当選はしばらく無し。
- 2月
  - korea編当選品第2号は香水。
  - 部屋に間違って出前が届いてそれを食べてしまう。お金は所持していなかったが、部屋にあったラジオを代金代わりに持っていったため事なきを得た。
  - korea編でのテレビが当選[注 31]。
  - 黍。韓国での鍋はないものの、キムチの入れ物の蓋を鍋代わりに調理し、ついにキムチだけの食生活が改善される。
  - バナナ10房。当初は韓国でのテレビに引き続いて電気製品と思われたが、外れ。ここでゴール金額を超えるが、なすびが気づかなかった同時にエコノミークラスからビジネスクラスへ（強制的に）ランクアップさせられる[注 32]。
  - お茶2袋。なすびは安物とみていたが、実は高級茶で2度目のゴール金額を達成したが、なすびがまた気づかなかったと同時にビジネスクラスからファーストクラスへ（強制的に）ランクアップさせられる[注 32]。
  - 味付け豚カルビ（korea編初並びに4度目の肉系）。11月の神戸牛サーロインステーキかつ12月末以来の焼き肉以来の肉の味の旨さで、日記に「頭の中でヨーデルの調べが」とコメントする。その後、編集でスイス風の歌を流す。
  - 竹刀。持っていた焼き網を使って剣道コントを開始。
  - 額縁。これを使ってギャグをするが、たった1回で終了。
  - 活タコ（korea編初並びに3度目の海の幸系）。最初はそのまま口に含んで食べようとしたが、口の中で吸盤に吸われてしまい、やむなく網で焼いて食べる。
  - キツネの襟巻。日本で当選したアシカのぬいぐるみは「びーなす」だったが、ここは韓国という事で、「ビーカル」と命名。
  - ただ、これ以外にも松本が訪問した際、赤い毛糸のパンツを市場で購入した。そのまま宅配員として潜入し、なすびに当選品として渡したが、「履き心地が悪い」という事で即座にパンツは脱がされ、当選していた額縁に貼られる事になった。
- 3月　
  - 懸賞生活 in Koreaゴール並びにシリーズ完全ゴール。なお、なすびがまた気づかなかったと同時にパリ経由に（強制的に）スケールアップさせられるが、やっと「ゴールしてんじゃないのかな?」と気付く[注 33]。
  - 深夜にプロデューサーとスタッフが現れ、ゴールを知らされないままで日本へと帰国する。
  - 日本に帰国後、後楽園ホールで歓迎される。
  - 後楽園ホールの収録終了後、ホテルで収録された後楽園ホールの放送を見る。
- 7月　
  - 雷波少年系遊園地『後ろ楽しいガーデン』の催し物に「なすびの部屋」を設置。日本と韓国での懸賞生活の部屋を再現し無料公開した。

## ゲーム作品
- 電波少年的懸賞生活ソフト なすびの部屋 （ドリームキャスト、ハドソン、1999年7月22日[14]）

## VHS
- なすびの電波少年的懸賞生活のすすめ 其の壱 （1998年）
- なすびの電波少年的懸賞生活のすすめ 完結篇 （1999年）

## DVD
- 電波少年 BEST OF BEST 雷波もね！ （電波少年的懸賞生活、2010年）

## 映画
- ザ・コンテスタント（イギリス製作、クレア・ティトリー監督、2023年）[15][16]

## 書籍
- 懸賞日記（壱） （1998年3月、日本テレビ放送網、ISBN 978-4820396888）
- 懸賞日記（弐） （1998年6月、日本テレビ放送網、ISBN 978-4820396932）
- 懸賞日記（参） （1998年9月、日本テレビ放送網、ISBN 978-4820397014）
- 懸賞日記（四） （1998年12月、日本テレビ放送網、ISBN 978-4820397113）
- 懸賞日記in KOREA（第一巻） （1999年3月、日本テレビ放送網、ISBN 978-4820397205）
- 懸賞日記in KOREA（第二巻） （1999年4月、日本テレビ放送網、ISBN 978-4820397236）